# António Tenreiro
António Tenreiro (Coimbra, 1485 – 1560 ou 1565?) foi um explorador português,  militar no Estado Português da Índia e Cavaleiro da Ordem de Cristo e agente do rei D. João III . Ficou conhecido pelas sua viagens através do Próximo Oriente desde Ormuz a Portugal , da qual deu conta apenas na sua obra Itinerário publicado em 1560. Foi o primeiro português a relatar na primeira pessoa uma viagem de exploração numa obra impressa.
Em conjunto com Frei Pantaleão de Aveiro, António de Andrade, Pêro da Covilhã, Brito Capelo, Roberto Ivens e Serpa Pinto, é um dos membros da galeria de exploradores portugueses que empreendeu viagens por via terrestre.

## Biografia
Pensa-se que será irmão do jurista Gaspar Tenreiro, corregedor da comarca de Coimbra na época, sendo, de acordo com Diogo de Couto, "homem nobre", tendo Barbosa Machado considerado-o "filho de pais ilustres".
Tudo o que de resto se sabe de António Tenreiro é o que nos conta ele mesmo no seu Itinerário: começou como soldado no Estado da Índia, daí viajando para  Ormuz. Antes disso, foi membro da delegação da embaixada de Baltasar Pessoa em nome do governador D. Duarte de Meneses ao Xá Ismail I da Pérsia  em 1523-1524. Pensa-se que agia como espião do governador, para o que terá aprendido persa, árabe e turco.

### As viagens doItinerário
A viagens descritas na obra de Tenreiro podem ser agrupadas em três partes principais:

#### A embaixada (1523-24)
No primeiro capítulo, Tenreiro descreve a ilha de Ormuz, donde parte, e os locais que a embaixada dirigida por Baltazar Pessoa atravessou antes de chegar a Tabriz, capital da nação persa. Pelo meio do caminho, vai descrevendo os locais sob o ponto de vista da arquitectura, costumes, número de habitantes e alguns pormenores curiosos. Ao mesmo tempo, relembra factos históricos como quando visita Lara, suposta cidade natal do cã turco-mongol Tamerlão, cita-o comparando-o a Aníbal. Durante a sua jornada, faz uso de caravançarais para pernoitar, sendo talvez o primeiro português a empregar este termo. Atinge Tabriz, capital do império safávida, onde a embaixada vai prestar o devido tributo (a que Tenreiro chama páreas) devidas pelo rei de Ormuz ao soberano persa. No entanto, o xá Ismail (a que ele chama "sufi" na sua obra) morre durante a presença da embaixada em Tabriz.

#### A peregrinação (1524-25)
Gorados os objectivos da embaixada, devido à morte do xá Ismail, e devido ao desinteresse do herdeiro Tamaspe I pelas conversações, Tenreiro sente-se livre de deveres para encetar uma peregrinação tendo em vista atingir Jerusalém: para tal fim, ele acompanha cristões arménios: vai estar no monte Ararate, mas no meio do percurso acaba por ser detido em Caraemite (actualmente Diarbaquir, na Turquia) pelos turcos sob acusação de ser um agente do xá persa, sendo feito prisioneiro e deportado para o Cairo. Aí, graças à intervenção de um judeu exilado de origem castelhana, físico do paxá do Cairo, alcança a sua libertação. Aproveita depois para descer o Rio Nilo antes de chegar a Alexandria com intenção de regressar a Portugal viajando pelo Mediterrâneo. Chega a Chipre, mas devido ao contacto com venezianos que abasteciam as caravanas com destino ao Oriente, decide acompanhá-las para empreender o regresso a Ormuz através da Mesopotâmia, sem nunca ter conseguido concretizar o seu objectivo de visitar Jerusalém.

#### A mensagem para o rei (1528-29)
Após cinco anos do regresso a Ormuz, em 1528, recebe do capitão da cidade D. Cristóvão de Mendonça uma carta do Governador da Índia D. Duarte de Meneses que deveria ser entregue em Portugal ao rei D. João III. Daí, mais precisamente a 1 de Outubro, inicia a sua viagem de Ormuz para Portugal por terra, provavelmente para evitar ser capturado por indivíduos que seriam alvo de denúncia na missiva que transportava, se tivesse seguido viagem de regresso a Portugal de barco pela Carreia da Índia.
Deste modo, esteve em Chipre, Itália e Espanha, atingindo Lisboa a 22 de Maio de 1529 após quase nove meses de viagem, sendo finalmente recebido em audiência privada pelo rei.
Ao chegar a Lisboa, sobreviveu a uma tentativa de assassinato, de acordo com Diogo de Couto: no Rossio, ele foi ferido sofrendo 18 golpes. Conseguiu sobreviver, mas sofreu dessas feridas até à sua morte. O Rei atribuí-lhe, como préstimo dos seus serviços, uma tença de 30 000 réis, retirando-se do activo, regressando a Coimbra.
Uma investigação ordenada pelo rei ao atendado não surtiu qualquer efeito, não tendo sido encontrado qualquer implicada na conjura. Pensa-se hoje em dia que o provável autor da carta seria o filho de um militar português em Ormuz, denunciando casos de corrupção de militares portugueses envolvidos na vigia da costa de Malabar, dificuldades que o governador Nuno da Cunha teria com o sultão de Mombaça e a ameaça de uma enorme frota turca que estaria em fase de plano tendo em vista atacar as possessões portuguesas na Índia.

### Após o regresso

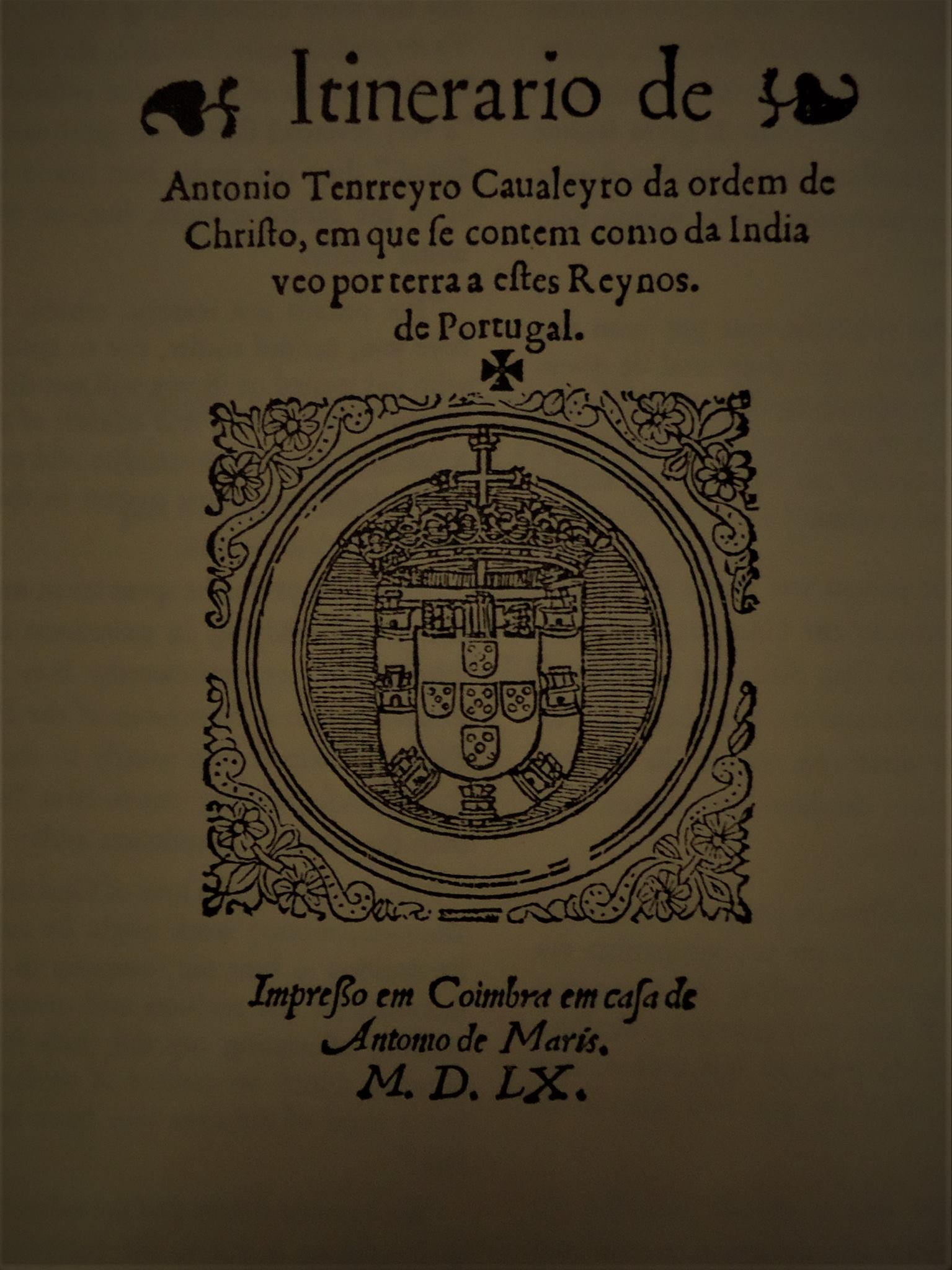
Capa da 1ª edição de 1560 dO Itinerário

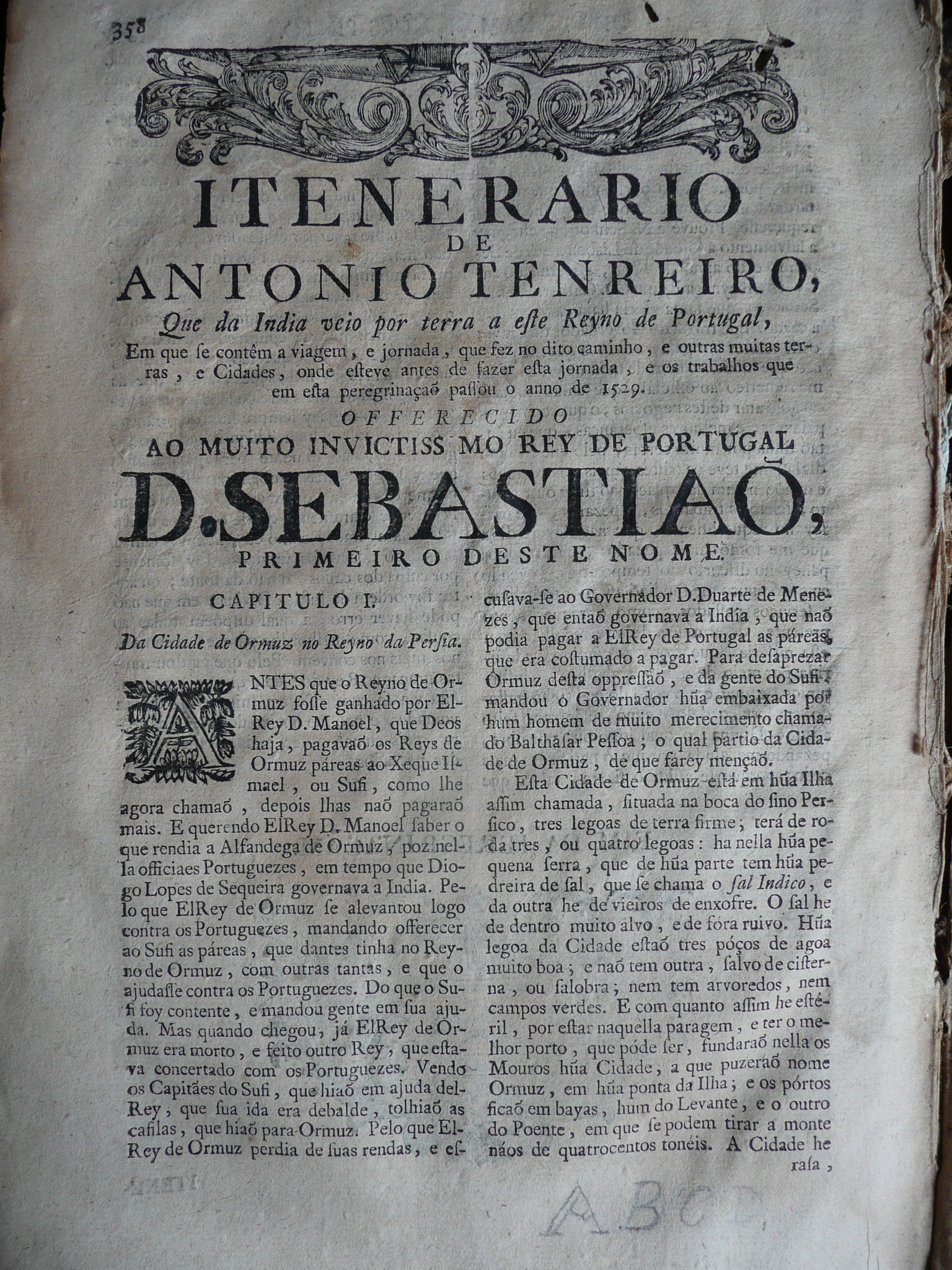
Itinerário de António Tenreiro que da Índia veio por terra a este Reino. In Peregrinação de Fernão Mendes Pinto, 1762

Ele conta toda as suas jornadas apenas 30 anos depois, em 1560, no seu famoso "Itinerário de António Tenreiro, que da Índia veio por terra a este Reyno de Portugal, em que se contêm a viagem e jornada, que fez no dito caminho, e outras muitas terras, e Cidades, onde esteve antes de fazer esta jornada, e os trabalhos que em esta peregrinação passou o anno de 1529".
O seu estilo de escrita é considerado como imparcial para com os islâmicos, tendo-se descrito a si próprio como uma pessoa curiosa e interessada na exploração, mas também um homem de fé, quando decide empreender, por vontade individual, uma peregrinação a Jerusalém.
Em Coimbra ele residiu na Rua da Moeda, onde casou com Isabel de Brito, de que não teve descendência, e que terá morrido em 1586, de que se diz que era "molher que foi de Antonio Tenreiro o que fez o Itenerario da India", e que era "de cem anos ou mais".

## Locais visitados
Durante a sua longa estadia em terras do Oriente na sua viagem de regresso a Portugal por terra, ele percorreu diferentes cidades, vilas, montanhas e rios que continuam importantes nos dias de hoje. Permanecendo a maior parte do seu tempo em Ormuz, visitou Alepo (na Síria), Baçorá (Iraque), Tripoli (Líbano), Xiraz (Irão), Ispaã (atualmente no Irão), Cum (Ghom , actual Irão),  Balbeque (Líbano), Damasco hoje capital da Síria), Ramala (Palestina), Gaza (Palestina), Cairo (Egito), Najafe (Iraque), Hama (Síria), Alexandria (Egito), Tabriz (Irão), Şanlıurfa (a antiga cidade dos cruzados Edessa, agora na Turquia), Lara (actualmente Lar, província de Fars, Irão) , Alazaria (Palestina). Estas foram os principais cidades visitadas. Para além disso, terá visitado o mar Cáspio, o rio Nilo, o Ararate, e terá prestado homenagem nos túmulos das personagens bíblicas São Lázaro em Alazaria e Aarão, irmão de Moisés, no Monte Hor, actualmente Jordânia, para além do túmulo do califa Ali, em Najafe.

## Origens e Genealogia
Os Tenreiro eram um família com origem galega, com posses em Portugal, mas que como terá apoiado o Rei de Castela na Crise de 1383-85, ter-se-iam exilado em Castela, regressando mais tarde a Portugal, radicando-se em Viseu. Seu pai seria João Lourenço Tenreiro e seus avós Pedro Lourenço Tenreiro e Catarina Rodrigues Cardoso.

## Publicações e edições doItinerário[5]
- Itinerário de António Tenrreyro, cavaleyro da ordem do Christo, em que se contem como da Índia veo por terra a estes Reynos de Portugal. Impresso em Coimbra, em casa de António de Mariz (1560).[6]
- Itinerário de António Tenrreyro, que da India veyo per terra a este Reyno de Portugal. Em que se contem a viagem & jornada, que fez no dito caminho, & outras muytas terras & cidades, onde esteve antes de fazer esta jornada, & os trabalhos que em esta peligrinação passou... Em Coimbra, por João de Barreyra, com dedicatória a D. Sebastião (1565).

As outras edições saíram com a 4.ª, 5.ª e 6.ª edições da Peregrinação de Fernão Mendes Pinto (1725, 1762 e 1829).
Novas edições da obra apareceram no século XX, havendo traduções da obra em alemão.

## Menções noutras fontes
Ele é mencionado nas Décadas da Ásia de João de Barros, assim como pelos historiadores Francisco de Andrade e Fernão Lopes de Castanheda em 1552.
É mencionado por Cristóvão Alão de Morais na sua Pedatura Lusitana, que diz "foi o 1.° Português que da índia empreendeu caminho por terra a este Reino, em tempo del-Rei D. João 3.°"
Manuel Pinheiro Chagas e Francisco de São Luis Saraiva fazem menção a Tenreiro no volume 4 da edição de 1840 da sua obra Os Portuguezes em Africa, Asia, America e Oceania, ou Historia chronologica dos descobrimentos, navegações, viagens e conquistas dos Portuguezes nos paizes ultramarinos desde o principio da monarchia até ao seculo actual.